# Zomba Label Group
Zomba Label Group est une maison de disques créée en 1975 par Clive Calder et Ralph Simon. Elle est depuis 2004 une sous-division de Sony Music Entertainment qui a racheté les parts que BMG possédait. Elle a pour filiales des labels comme Jive Records ou LaFace Records.

## Liste des labels de Zomba Label Group
- Jive Records
- LaFace Records
- Volcano
- Verity
- Battery

## Artistes sous contrat
- 311
- Axiz
- David Archuleta
- Derty
- Living Things
- Miguel
- Three Days Grace
- Tool
- Weird Al Yankovic (Volcano)